# San ángelos s'agápisa
Chansons représentant Chypre au Concours Eurovision de la chanson
Life Looks Better In Spring
(2010) La La Love
(2012)
San ángelos s’agápisa, en grec Σαν άγγελος σ’αγάπησα (en français, Je t’ai aimé comme un ange) est la chanson représentant Chypre au Concours Eurovision de la chanson 2011. Elle est interprétée par Chrístos Mylórdos.

## Eurovision
La Société de radiodiffusion de Chypre a annoncé en décembre 2009 que le choix du chanteur pour le concours 2011 se ferait par le biais d'un concours télévisé de jeunes talents Performance. La soirée de la finale a lieu le 10 septembre 2010 avec neuf finalistes. Le gagnant est sélectionné grâce à une combinaison des votes d'un jury de quatre membres (60%) et du télévote public (40%) puis uniquement le télévote lors de la finale. Christos Mylordos est le vainqueur.
Le 26 novembre 2010, SRC annonce que la chanson sera sélectionnée en interne. Les compositeurs peuvent soumettre leurs chansons au diffuseur jusqu'au 31 décembre 2010. Après une première sélection par un jury de sept membres, 11 chansons sont retenues. La chanson sélectionnée San ángelos s’agápisa est présentée au public le 28 février 2011 lors du journal télévisé du soir de SRC.
La chanson est d'abord présentée lors de la deuxième demi-finale le jeudi 12 mai 2011.
Elle est la neuvième chanson de la soirée, suivant Popular interprétée par Eric Saade pour la Suède et précédant Na inat interprétée par Poli Guénova pour la Bulgarie.
À la fin des votes, elle obtient 16 points et finit dix-huitième et avant-dernière des dix-neuf participants. Elle ne fait pas partie des dix premières chansons sélectionnées pour la finale.

### Points attribués à Chypre
| 12 points | 10 points | 8 points | 7 points    | 6 points  |
| --------- | --------- | -------- | ----------- | --------- |
|           |           | - Italie |             | - Ukraine |
| 5 points  | 4 points  | 3 points | 2 points    | 1 point   |
|           |           |          | - Allemagne |           |